# Koeficijent apsorpcijske moći vina
Koeficijent apsorpcijske moći vina je pokazatelj kojim se koristimo u vinarstvu. Oznaka je At. Pokazuje koliko vino može količinski apsorbirati plinovitog ugljičnog dioksida u litri vina. Obujam ugljičnog dioksida izražen je u litrama. Uvjeti pri kojima važi je temperatura ledišta vode i tlaka zraka pri mirnom vremenu na morskoj razini, 1 bar.
Njime se služimo u obrascu za potrebnu količinu šećera u šećernom sirupu za tiražni liker:
X=(Pt x At / 0,247) + 3, pri čemu je:
X = količina šećera u g/l vina
Pt = željeni tlak u boci
At = koeficijent apsorpcijske moći vina